# Tunique (anatomie)
Pour les articles homonymes, voir Tunique (homonymie).
En anatomie, tunique (en latin : tunica), est un terme générique pour désigner des membranes participant à la constitution d'une paroi,. Ce terme désigne souvent une membrane externe qui enveloppe un organe ; mais peut aussi désigner une membrane interne qui tapisse l'intérieur, la lumière, d'un organe creux ou encore une membrane intermédiaire. Il s'agit donc le plus souvent d'un tissu plat et étendu, contenant ou non des fibres musculaires.

## Exemples

### Paroi de l'œil
Classiquement le terme est employé pour décrire les 3 membranes concentriques qui constituent la paroi de l'œil : la tunique externe fibreuse comprenant la sclère et la cornée ; la tunique moyenne de nature musculaire et vasculaire ; et une tunique interne essentiellement nerveuse qui est la rétine. 

### Tube digestif
Les parois des organes creux du tube digestif sont constituées de 5 tuniques successivement de la lumière vers l'extérieur :  la muqueuse, la musculaire-muqueuse, la sous-muqueuse, la musculeuse et la tunique externe ou péritoine. 

### Vaisseaux sanguins
La paroi des vaisseaux sanguins est constituée de 3 tuniques successivement de la lumière vers l'extérieur : l'intima, la media et l'adventice. 

### Testicule
L'enveloppe externe du testicule qui est de nature séreuse et dérive du péritoine, porte le nom de tunique vaginale.